# NGC 7201
NGC 7201 (również PGC 68040) – galaktyka spiralna (Sa), znajdująca się w gwiazdozbiorze Ryby Południowej. Odkrył ją John Herschel 27 września 1834 roku.